# Sauer & Sohn
J.P. Sauer & Sohn GmbH či jen Sauer & Sohn (česky Sauer a syn) je německá zbrojovka vyrábějící pistole a lovecké pušky (a brokovnice). Byla založena v roce 1751 v Suhlu v Německu (Durynsko). Sauer a Syn tak je nejstarší německý podnik vyrábějící střelné zbraně. V po druhé světové válce v roce 1951 byla po dvou stoletích výroba přesunuta do města Eckernförde.
První pistole byly v dílně Sauer und Sohn vyrobeny v roce 1913. Byly to první kapesní pistole ráže 7,65 mm.
Společnost Sauer und Sohn byla uznávaným výrobcem kvalitních palných zbraní s dobrým zpracováním, ale druhá světová válka tuto firmu značně zasáhla tím, že byla omezena výroba zbraní v Německu. Firma Sauer und Sohn se nejvíc proslavila především jako výrobce slavné kapesní pistole Sauer 38H. Sauer model 1938 byla první masově vyráběná pistole s dvoučinným režimem spouště a funkcí vypouštění (a napínání) kohoutku. Po roce 1951 byla vyráběna jako "model 1958".
V roce 1985 došlo ke spojení se švýcarskou firmou SIG, to díky tomu, že společnost SIG se tímto krokem snažila obejít přísné švýcarské zákony o vývozu zbraní (jedná se hlavně o krátké palné zbraně – pistole). Obě firmy spolu od sedmdesátých let spolupracovaly na výrobě krátkých zbraní.

## Produkce

### Pistole
- Sauer 1913 starý model ráže 6.35
  - Sauer 1913 obvyklý model ráže 6.35
- Sauer 1930 („Behördenmodel“)
- Sauer WTM (1925 a 1928)
- Sauer 38H (Hammerless)

### Pušky
- Sauer 202
- Sauer 200 STR
- Sauer 200 TR

Další zbraně jsou již uvedeny jako výrobky společné firmy SIG-Sauer.